# George Halban
George Rudolf Wilhelm Philipp Halban (* 14. Juli 1915 in Wien; † 25. Mai 1998) war ein österreichischer Schriftsteller aus der Familie Halban.

## Leben
George Halban wurde am 14. Juli 1915 als Sohn des 1917 geadelten Gynäkologen Josef von Halban und der Kammersängerin Selma Kurz in Wien geboren. Nach dem Dienst in der österreichischen Kavallerie emigrierte er vor Ausbruch des Krieges nach Amerika, wo er kurz nach Pearl Harbor als Soldat eingezogen wurde. Als einer der jüngsten Majors der US Army im Zweiten Weltkrieg und im Koreakrieg wurde er hoch dekoriert.
Später war er Dozent für Taktikfragen an der Panzerschule in Fort Knox, danach Generalstabsoffizier und fünf Jahre lang offizieller Militärberater beim türkischen Generalstab in der Osttürkei. Danach kehrte er wieder zurück nach Europa, wo er sich dem Studium der Geschichte an der Universität München widmete und einige Romane schrieb.
Die Sopranistin Dési Halban war seine Schwester.

## Name
Als Kind wurde er Rudolf genannt. Der Vater wurde 1917 in den erblichen Adelsstand versetzt und seitdem hieß das Kind Rudolf von Halban. Später verwendete er seinen ersten Namen George.

## Werke
- Malik der Wolf. Piper, München/Zürich 1975, ISBN 3-492-02141-7.
- Unternehmen Alaska-Pipeline. Piper, München/Zürich 1978, ISBN 3-492-02370-3.
- Operation Fuchsjagd. Piper, München/Zürich 1980, ISBN 3-492-02522-6.
- Der dritte Dragoner. Herbig, München/Berlin 1987, ISBN 3-7766-1450-1.